# Tribunal de l'Associació Europea de Lliure Comerç

Jurisdicció dels tribunals AELC
TJCE jurisdicció

El Tribunal de Justícia dels Estats de l'Associació Europea de Lliure Comerç (més comunament conegut com el Tribunal d'EFTA) és un òrgan judicial supranacional responsable dels tres països membres l'Associació Europea de Lliure Comerç (AELC), que també són membres de l'Espai Econòmic Europeu (EEE): Islàndia, Liechtenstein i Noruega.
Com a membres de l'EEE, els tres països tenen accés al mercat interior de la Unió Europea. Per tant, estan subjectes a una sèrie de lleis europees. L'aplicació d'aquestes lleis normalment es porta a terme pel Tribunal de Justícia Europeu (TJE), tanmateix, hi va haver dificultats jurídiques per donar poders a institucions de la Unió sobre els no membres, pel que el Tribunal de l'AELC es va establir per realitzar aquesta funció en lloc de l'ECJ.
Des de setembre de 1995, el Tribunal ha consistit en tres magistrats i sis jutges ad-hoc. Són nomenats pels tres membres i nomenats pels seus governs col·lectivament a través de comú acord.